# Křížová cesta (Horní Lomná)
Křížová cesta v Horní Lomné na Jablunkovsku v okrese Frýdek-Místek se nachází v obci na východním svahu vrchu Gruník.

## Historie

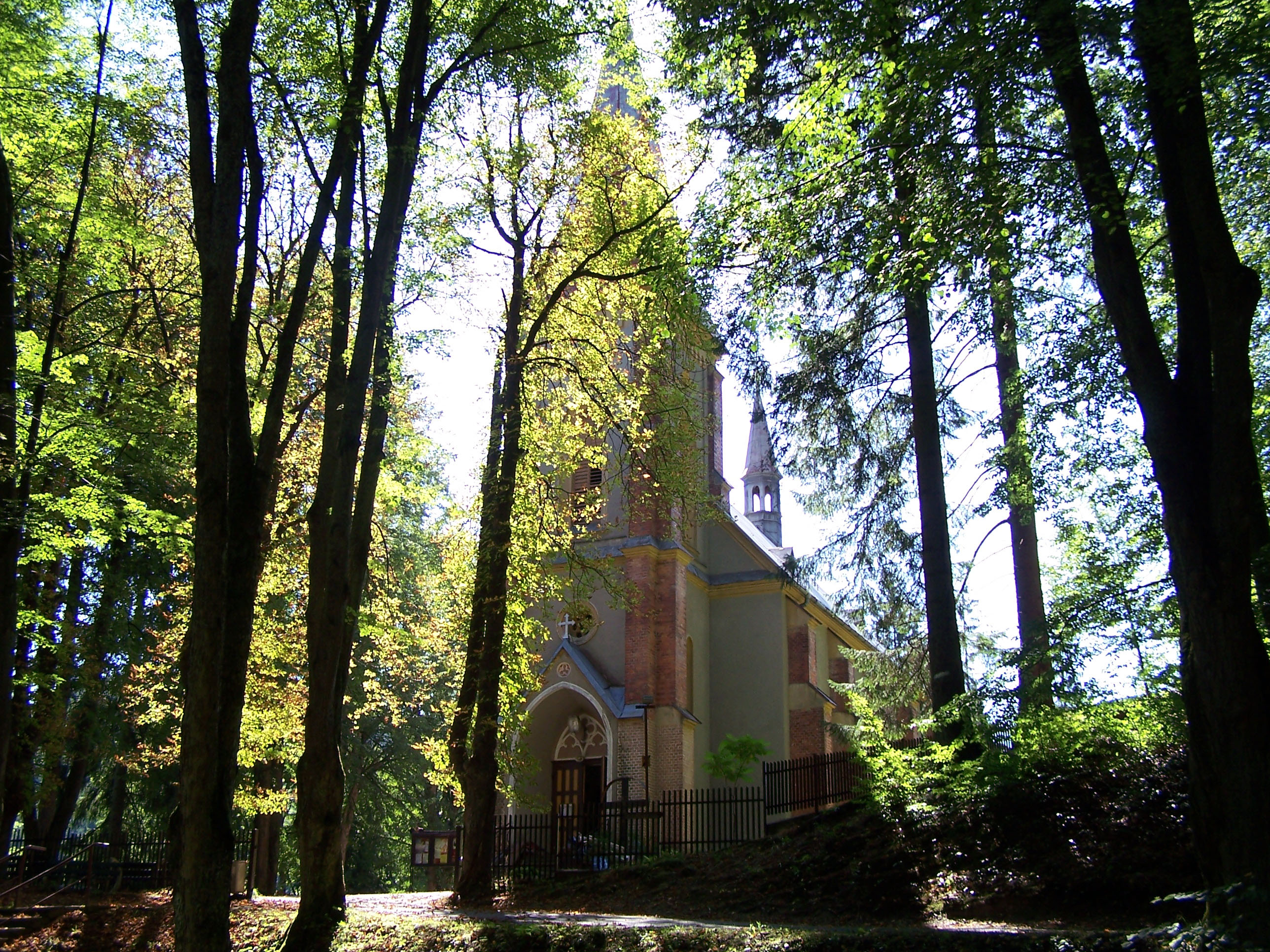
Kostel svatého Kříže

Křížová cesta byla postavena kolem kostela Svatého Kříže v letech 1993 – 1995 z veřejné sbírky ke 100 výročí postavení kostela. Zastavení vyprojektovali Karmelitáni Bosí, kteří v Lomné působili v letech 1990–2000.
Cestu tvoří čtrnáct dřevěných křížů doplněných kameny s nápisy. Začíná na stráni nad kostelem, vede přes most nad roklí a končí pod hřbitovem. Pro kamenné části jednotlivých zastavení byl použit kámen z Řeky, nápisy na kamenech jsou v polském jazyce. Nápisy a odlitky byly vyhotoveny v Římě, na samotné stavbě se podíleli lidé z blízkého okolí.

### Poutní místo

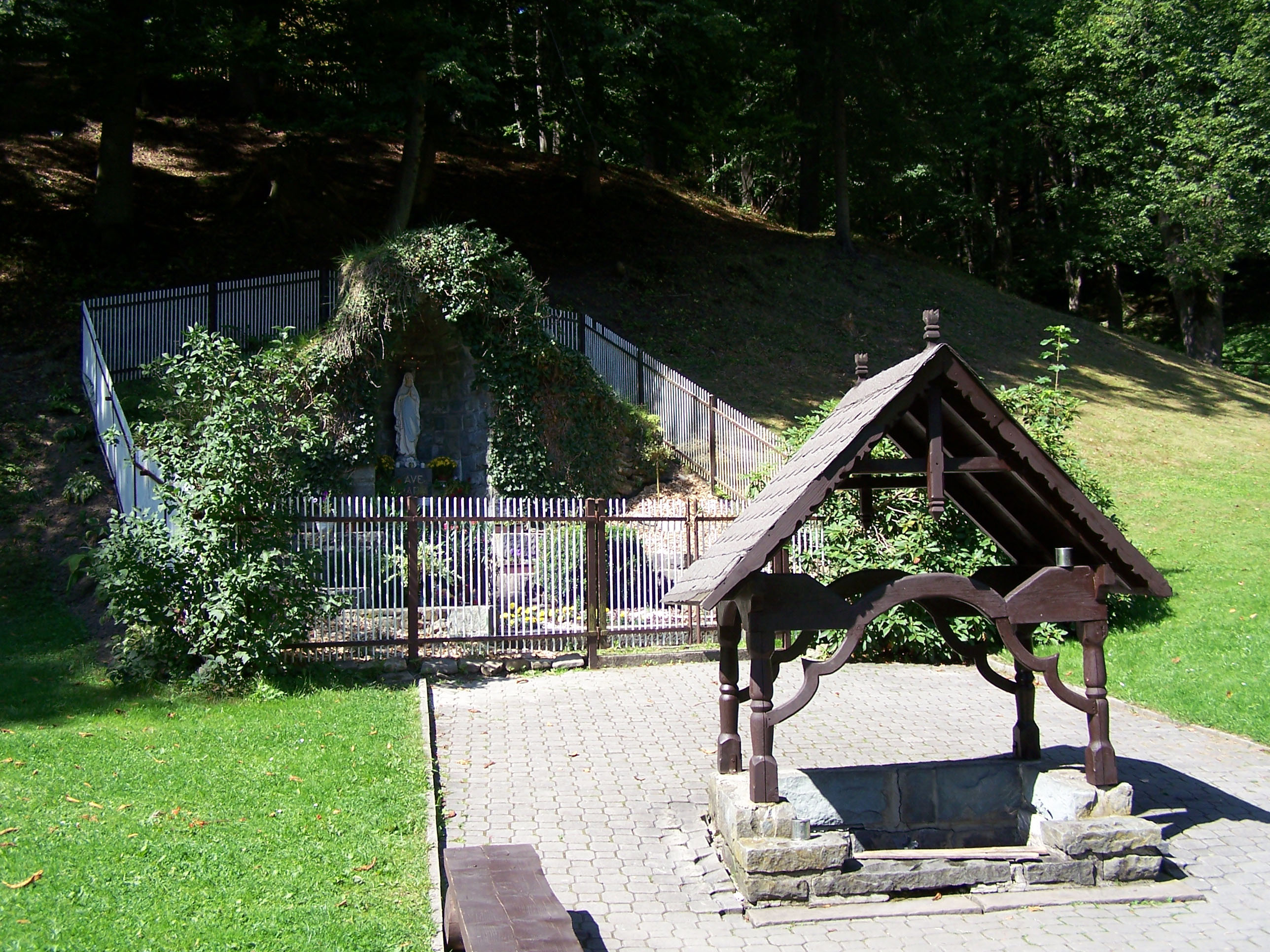
Studánka Panny Marie Lurdské

Kříž u studánky Pramen Panny Marie Lurdské byl vztyčen v roce 1833. „Zázračným“ začal být nazýván proto, že po procesí, které k němu vykonali v roce 1836 jablunkovští měšťané, ustala v Jablunkově cholera. Poutní místo navštívil i Ferdinand I. Bulharský. Základní kámen ke stavbě kamenného kostela položil generální vikář roku 1894. Kostel v neogotickém stylu byl dokončen roku 1896 a také v tomto roce vysvěcen. Později byla vybudovaná u pramene umělá jeskyně s Pannou Marií Lurdskou.
Hlavní poutě se konají v květnu a v září na „Nalezení a Povýšení svatého Kříže“.